# Joe Maross
Joseph Raymond « Joe » Maross est un acteur américain, né le 7 février 1923 à Barnesboro (en) (Pennsylvanie), mort le 7 novembre 2009 à Glendale (Californie).

## Biographie
En 1950, Joe Maross apparaît au théâtre à Broadway (New York), où il revient une seconde (donc dernière) fois en 1956, dans The Inkeepers de Theodore Apstein, aux côtés de Míriam Colón, Darren McGavin et Geraldine Page.
Au cinéma, il contribue à seulement sept films américains, depuis L'Odyssée du sous-marin Nerka de Robert Wise (1958, avec Clark Gable et Burt Lancaster) jusqu'à Riches et Célèbres de George Cukor (1981, avec Jacqueline Bisset et Candice Bergen), en passant notamment par Le Clan des irréductibles de Paul Newman (1970, avec le réalisateur et Henry Fonda).
Principalement acteur de télévision, il collabore à cent-quatre séries américaines à partir de 1952, dont La Quatrième Dimension (deux épisodes, 1960-1962), Peyton Place (vingt-quatre épisodes, 1968-1969), Mission impossible (cinq épisodes, 1967-1973), Mannix (quatre épisodes, 1967-1974) et Dallas (quatre épisodes, 1983).
Joe Maross tient son dernier rôle au petit écran dans un épisode, diffusé en 1986 (après quoi il se retire), de la série Arabesque.
Il participe aussi à sept téléfilms diffusés entre 1963 et 1982, dont Adventures of Nick Carter de Paul Krasny (1972, avec Robert Conrad et Shelley Winters).

## Théâtre à Broadway (intégrale)
- 1950 : Ladies Night in Turkish Bath, production de George W. Brandt (en alternance)
- 1956 : The Inkeepers de Theodore Apstein, mise en scène de José Quintero : Howard

## Filmographie

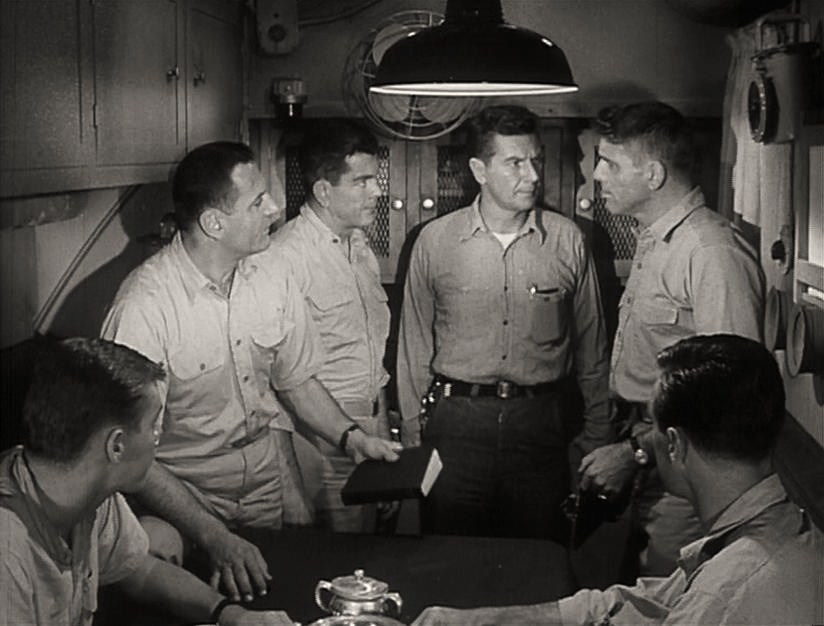
Dans L'Odyssée du sous-marin Nerka (1958), sous la lampe, avec Burt Lancaster à droite

### Cinéma (intégrale)
- 1958 : L'Odyssée du sous-marin Nerka (Run Silent, Run Deep) de Robert Wise : le chef Kohler
- 1960 : Elmer Gantry le charlatan (Elmer Gantry) de Richard Brooks : Pete
- 1970 : Zigzag (Zig Zag) de Richard A. Colla : le lieutenant Max Hines
- 1970 : Le Clan des irréductibles (Sometimes a Great Notion) de Paul Newman : Floyd Evenwrite
- 1972 : Notre agent à Salzbourg (The Salzburg Connection) de Lee H. Katzin : Chuck
- 1977 : Sixth and Main de Christopher Cain : Peanuts
- 1981 : Riches et Célèbres (Rich and Famous) de George Cukor : Martin Fornam

### Télévision (sélection)
Séries
- 1958 : Au nom de la loi (Wanted : Deard or Alive)
  - Saison 1, épisode 17 Le Courrier (Drop to Drink) de Don McDougall : Frank Parish
- 1958 : Elfego Baca (The Nine Lives of Elfego Baca)
  - Saison 1, épisode 3 Lawman or Gunman de Christian Nyby : Horace Towne
- 1958-1965 : Gunsmoke ou Police des plaines (Gunsmoke ou Marshal Dillon)
  - Saison 3, épisode 20 Claustrophobia (1958) de Ted Post : Jim Branch
  - Saison 7, épisode 24 Coventry (1962) de Christian Nyby : Dean Beard
  - Saison 10, épisode 19 Chief Joseph (1965) de Mark Rydell : Charlie Britton
- 1959-1961 : Alfred Hitchcock présente (Alfred Hitchcock Presents), première série
  - Saison 4, épisode 15 Une affaire personnelle (A Personal Matter, 1959) de Paul Henreid : Joe Philips
  - Saison 6, épisode 30 You Can't Trust a Man (1961) de Paul Henreid : Tony

- 1960 : Bonanza

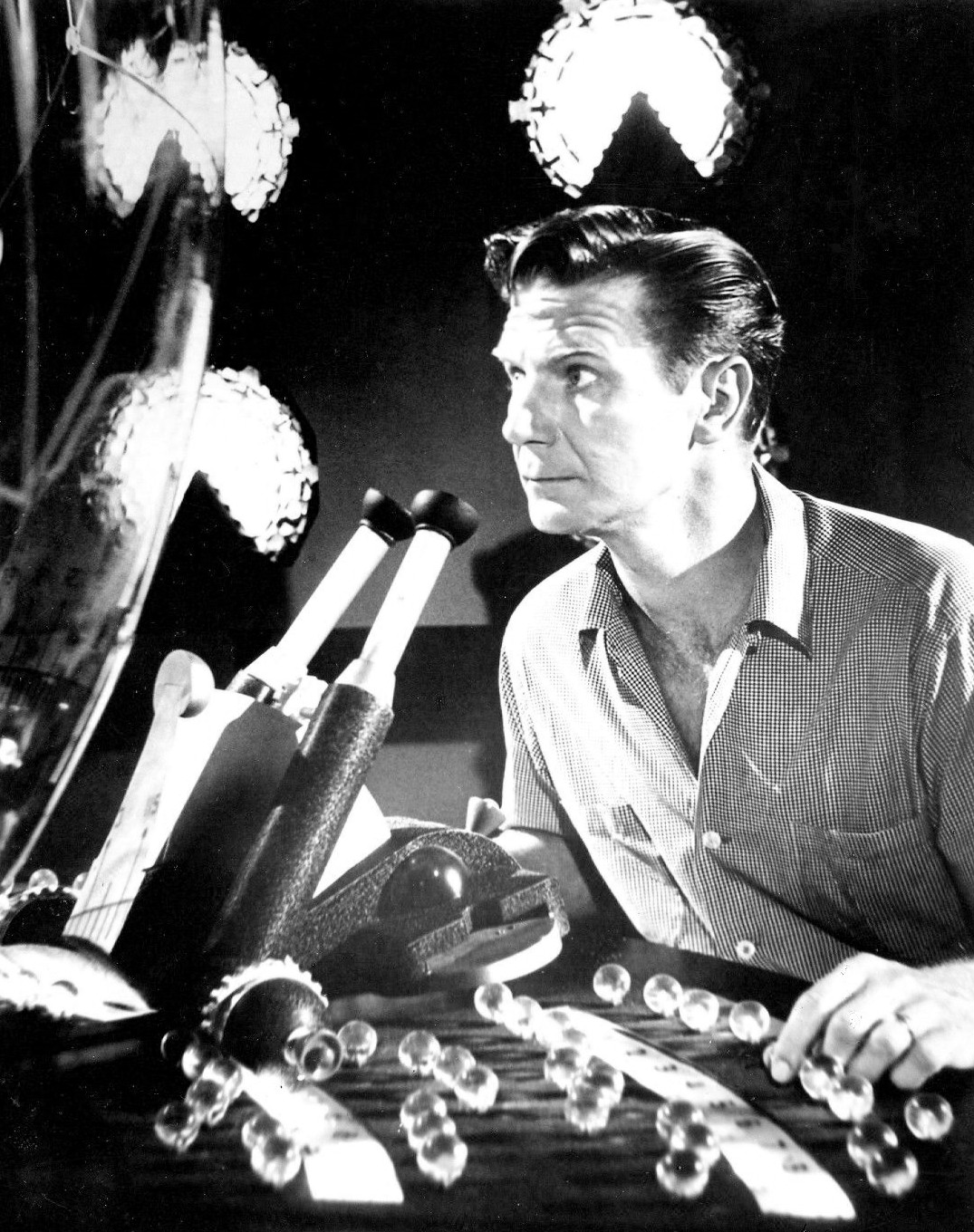
Dans La Quatrième Dimension, épisode Troisième à partir du soleil (1960)

  - Saison 1, épisode 25 Escape to Ponderosa de Charles F. Haas : Jimmy Sutton
- 1960 : Bonne chance M. Lucky (Mr. Lucky)
  - Saison unique, épisode 22 Cold Deck de Jack Arnold : Jim Branco
- 1960-1962 : La Quatrième Dimension (The Twilight Zone)
  - Saison 1, épisode 14 Troisième à partir du soleil (Third from the Sun, 1960) de Richard L. Bare : Jerry Riden
  - Saison 3, épisode 28 Le Petit Peuple (The Little People, 1962) de William F. Claxton : Peter Craig
- 1960-1963 : Perry Mason, première série
  - Saison 3, épisode 20 The Case of the Crying Cherub (1960) de William D. Russell : David Lambert
  - Saison 4, épisode 5 The Case of the Lavender Lipstick (1960) : Ernest Helming
  - Saison 6, épisode 27 The Case of the Potted Planter (1963) de Jesse Hibbs : Nelson Tarr
- 1961 : Texas John Slaughter
  - Saison 3, épisode 3 A Trip to Tucson de James Neilson : Jimmy Deuce
- 1962 : La Grande Caravane (Wagon Train) 
  - Saison 5, épisode 32 The Mary Beckett Story : Robert Waring
- 1962 : Les Accusés (The Defenders)
  - Saison 2, épisode 10 The Invisible Badge de John Newland : Patrick Birch
- 1963-1968 : Le Virginien (The Virginian)
  - Saison 1, épisode 26 Echo of Another Day (1963) de William A. Graham : Landegger
  - Saison 2, épisode 7 Brother Thaddeus (1963) de John English : Homer Slattery
  - Saison 7, épisode 8 Ride to Misadventure (1968) : Buck Stargil
- 1964 : Au-delà du réel (The Outer Limits)
  - Saison 2, épisode 7 L'Invisible Ennemi (The Invisible Enemy) de Byron Haskin : le général Winston
- 1964 : Le Jeune Docteur Kildare (Dr. Kildare)
  - Saison 4, épisode 12 Catch a Crooked Mouse de Boris Sagal : Nicky Buchanan
- 1965-1966 : Sur la piste du crime (The F.B.I.)
  - Saison 1, épisode 11 All the Streets Are Silent (1965 - Jess Murtaugh) de William A. Graham et épisode 31 The Bomb That Walked Like a Man (1966 - le commandant Philip Payne) de Christian Nyby
- 1966 : Le Fugitif (The Fugitive)
  - Saison 3, épisode 30 Coralee de Jerry Hopper : Milt Carr
  - Saison 4, épisode 5 Ten Thousand Pieces of Silver de James Neilson : le shérif Mel Bailey
- 1966 : Au cœur du temps (The Time Tunnel)
  - Saison unique, épisode 8 Massacre : George Armstrong Custer
- 1967 : Gallegher (Gallegher Goes West)
  - Saison 3, épisode 3 Tragedy on the Trial et épisode 4 Trial by Terror de Joseph Sargent et James Sheldon : M. Hatfield
- 1967 : Les Envahisseurs (The Invaders)
  - Saison 2, épisode 4 La Vallée des ombres (Valley of the Shadow) de Jesse Hibbs : le capitaine Taft
- 1967 : Le Cheval de fer (Iron Horse)
  - Saison 2, épisode 11 Six Hours to Sky High de Paul Henreid : Jesse
- 1967-1973 : Mission impossible (Mission : Impossible), première série
  - Saison 1, épisode 17 Coup monté (The Frame, 1967) : Frank Bates
  - Saison 2, épisode 1 La Veuve (The Widow, 1967) de Lee H. Katzin : Mark Walters
  - Saison 5, épisode 4 Retour au pays (Homecoming, 1970) de Reza Badiyi : le shérif Brad Owens
  - Saison 6, épisode 14 Les Fleurs du mal (The Connection, 1971) : Clegg
  - Saison 7, épisode 18 La Fraude (The Fighter, 1973) de Paul Krasny : Jay Braddock
- 1967-1974 : Mannix
  - Saison 1, épisode 11 Le Secret professionnel (Catalogue of Sins, 1967) de Lee H. Katzin : Dr Steven Warren
  - Saison 5, épisode 12 Le Temps d'un meurtre (Murder Times Three, 1971) : Jason Bardin
  - Saison 6, épisode 2 La Confession (Cry Silence, 1972) d'Alf Kjellin : Ira Welch
  - Saison 8, épisode 10 Desert Sun (1974) d'Arnold Laven : le shérif
- 1968 : Commando Garrison (Garrison's Gorillas)
  - Saison unique, épisode 19 The Death Sentence : le capitaine Forester
- 1968 : Le Grand Chaparral (The High Chaparral)
  - Saison 2, épisode 6 The Promised Land de Joseph Pevney : Hank Munn
- 1968-1969 : Peyton Place
  - Saisons 4 et 5, 24 épisodes : Fred Russell
- 1970 : Hawaï police d'État (Hawaii Five-0)
  - Saison 3, épisode 8 Hara Kiri (The Reunion) de Michael O'Herlihy : Mitch Bradley
- 1971 : L'Homme de fer (Ironside)
  - Saison 4, épisode 21 Faux témoin (The Riddle in Room Six) de John Florea : Bill Turner
- 1971-1976 : Cannon
  - Saison 1, épisode 5 Pièges (Call Unicorn, 1971) : Dave
  - Saison 5, épisode 24 Liens de sang (Blood Lines, 1976) : Kelly
- 1973 : Banacek
  - Saison 2, épisode 1 L'Œuvre d'art (No Stone Unturned) de Richard T. Heffron : le lieutenant Nash
- 1974 : Le Magicien (The Magician)
  - Saison unique, épisodes 12 et 13 The Illusion of the Curious Counterfeit, Parts I & II : Alan Burke
- 1974 : Les Rues de San Francisco (The Streets of San Francisco)
  - Saison 2, épisode 22 Expédition punitive (Rampage) : Charlie
- 1975 : Police Story
  - Saison 2, épisode 13 Headhunter d'Alexander Singer : Dr Berman
- 1975 : Kung Fu
  - Saison 3, épisode 17 L'Hymne à la lumière (Battle Hymn) : le shérif Mike Barrow
- 1975 : L'Homme invisible (The Invisible Man)
  - Saison unique, épisode 10 L'Enlèvement (The Klae Dynasty) : Ryan
- 1975 : Switch
  - Saison 1, épisode 15 Est pris qui croyait prendre (Mistresses, Murder and Millions) d'Allen Baron : le lieutenant Gates
- 1976 : L'Homme qui valait trois milliards (The Six Million Dollar Man)
  - Saison 3, épisode 18 Le Pharaon (The Golden Pharaoh) de Cliff Bole : Gustav Tokar
- 1976-1979 : 200 dollars plus les frais (The Rockford Files)
  - Saison 3, épisode 11 Le Casse-pieds (The Trouble with Warren, 1976) : Perry Lefcourt
  - Saison 5, épisode 13 La Dernière Chance (The Deuce, 1979) de Bernard McEveety : Al Corbett
- 1977 : Drôles de dames (Charlie's Angels)
  - Saison 1, épisode 22 Ces dames à la mer (Angels at Sea) d'Allen Baron : Marsh
- 1977-1981 : Quincy (Quincy, M.E.)
  - Saison 2, épisode 6 Hit and Run at Danny's (1977) d'Alvin Ganzer : John Blake
  - Saison 6, épisode 12 Jury Duty (1981) : Dr Morrissey
- 1978 : Wonder Woman
  - Saison 3, épisode 4 Le crime est un art (The Fine Art of Crime) : Shubert
- 1983 : L'Homme qui tombe à pic (The Fall Guy)
  - Saison 2, épisode 12 Chasseurs de primes (Manhunter) de Michael O'Herlihy : Sam Billings
- 1983 : Dallas, première série
  - Saison 6, épisode 27 L'Échéance (Penultimate) : Dr Blakely
  - Saison 7, épisode 2 Les Adieux (The Long Goodbye), épisode 5 Le Pardon (The Quality of Mercy) et épisode 7 Ray (Ray's Trial) : Dr Blakely
- 1985 : Les Routes du paradis (Highway to Heaven)
  - Saison 2, épisode 11 Le Monstre, 2e partie (The Monster, Part II) de Victor French : le juge
- 1986 : Arabesque (Murder, She Wrote)
  - Saison 2, épisode 18 Cadavres en vrac (If a Body Meet a Body) de Walter Grauman : Henry Vernon

Téléfilms
- 1963 : The Plot Thickens de Robert Dwan et William D. Russell : Penfield
- 1972 : Adventures of Nick Carter de Paul Krasny : Archer
- 1978 : Three on a Date de Bill Bixby : Warren
- 1978 : To Kill a Cop de Gary Nelson : le procureur de district
- 1982 : Will : The Autobiography of G. Gordon Liddy de Robert Lieberman : l'instructeur du FBI